# Valérie Delvaux
Pour les articles homonymes, voir Delvaux.
Valérie Delvaux est une lutteuse libre française née le 4 janvier 1967.
Elle est championne d'Europe en 1988 dans la catégorie des moins de 44 kg.

## Palmarès

### Championnats d'Europe
- Médaille d'or en lutte libre dans la catégorie des moins de 44 kg en 1988 à Dijon